# ولی سنتر (کانزاس)
ولی سنتر (به انگلیسی: Valley Center) شهری در ایالت کانزاس کشور ایالات متحده آمریکا است که جمعیت آن در سرشماری سال ۲۰۱۰ میلادی، ۶٬۸۲۲ نفر بوده‌است.